# Carl von Preysing
(Johann) Carl Graf von Preysing-Hohenaschau (* 7. Januar 1767 in München; † 1. Februar 1827 auf Schloss Brannenburg) war von 1810 bis 1816 Generalkreiskommissär des bayrischen Salzachkreises.

## Leben
Johann Carl entstammte der Hohenaschauer Linie des bayerischen Adelsgeschlechts der Preysing. Er war der zweite Sohn des bayerischen Hofratsvizepräsidenten Johann Maximilian V. Franz Xaver von Preysing-Hohenaschau und der Maria Theresia Gräfin von Seinsheim. Er studierte Philosophie in Leipzig und dann Recht an der Universität Ingolstadt und trat dann mit erst 18 Jahren in den bayerischen Staatsdienst.
Er war bereits Generalkommissär des Unterdonaukreises (eines der 15 Kreise des Königreichs Bayern) mit Sitz in Passau, als er zum Hofkommissär und dann zum Generalkommissär des Salzachkreises ernannt wurde. Ihm oblag die Besitznahme und provisorische Verwaltung des nun bayrisch gewordenen Landes Salzburg. Nachdem Preysing bereits am Abend des 26. September 1810 in Salzburg eingetroffen war, nahm er vier Tage später im Rahmen ausgedehnter Festlichkeiten das Land Salzburg für den bayerischen König in Besitz.
Carl Graf von Preysing integrierte als Generalkommissär Salzburg in den bereits bestehenden Salzachkreis und begann auf Basis der Bayerischen Verfassung von 1808 sofort mit zahlreichen Reformen. Sitz des Generalkommissariats wurde die Neue Residenz in Salzburg, in der Preysing auch wohnte. Kronprinz Ludwig wurde zum Generalgouverneur des Inn- und Salzachkreises ernannt und bezog im Sommer 1811 das Schloss Mirabell als seine Sommerresidenz.
Neben Anpassungen im Steuer- und Justizwesen sowie der inneren Sicherheit, dem Schulwesen und der verbesserten Feuerbekämpfung lag Carl Graf von Preysing vor allem die Förderung der Landwirtschaft am Herzen. Unter seiner Ägide wurde auch eine groß angelegte Hilfs- und Spendenaktion für die Opfer der Brandkatastrophe von Saalfelden 1811 durchgeführt. Steuerliche Maßnahmen und die verstärkte Aushebung von Soldaten für die Bayerische Armee sowie die Dominanz bayerischer Beamter führten zu Widerstand in der Salzburger Bevölkerung. Durch mäßigende Schritte, aber auch geheimpolizeiliche und publizistische Maßnahmen gelang es Preysing, die innere Sicherheit zu gewährleisten.
Als Ergebnis des Wiener Kongresses gelangte das Land Salzburg 1816 an Österreich. In der Folge wurde Preysing 1816 kurz Generalkreiskommissär des Rezatkreises, dann wirklicher Staatsrat im Innenministerium in München. Am 18. November 1825 trat er in den Ruhestand.
Er starb nach längerer Krankheit auf seinem Alterssitz Schloss Brannenburg.